# Niponiella
Niponiella is een geslacht van steenvliegen uit de familie borstelsteenvliegen (Perlidae). De wetenschappelijke naam van het geslacht is voor het eerst geldig gepubliceerd in 1907 door Klapálek.

## Soorten
Niponiella omvat de volgende soorten:
- Niponiella limbatella Klapálek, 1907